# HD 15524
HD 15524 är en vid dubbelstjärna belägen i den norra delen av stjärnbilden Väduren. Den har en kombinerad skenbar magnitud av ca 5,90 och är svagt synlig för blotta ögat där ljusföroreningar ej förekommer. Baserat på parallaxmätning inom Hipparcosuppdraget på ca 19,3 mas, beräknas den befinna sig på ett avstånd på ca 169 ljusår (ca 52 parsek) från solen. Den rör sig närmare solen med en heliocentrisk radialhastighet på ca -10 km/s.

## Egenskaper
Primärstjärnan HD 15524 A är en gul till vit underjättestjärna av spektralklass F6 IV. Den har en massa som är ca 1,3 solmassor, en radie som är ca 2,4 solradier och har ca 10 gånger solens utstrålning av energi från dess fotosfär vid en effektiv temperatur av ca 6 700 K. Stjärnan är den troliga källan till röntgenstrålning som kommer från dess koordinater.
Följeslagaren, HD 15524 B, är separerad från primärstjärnan med 12,4 bågsekunder och har en skenbar magnitud på 10,4.